# Шер-шах
Фарид ад-Дин Шер-шах Сури ибн Хасан-хан (первоначальный титул Шер-хан — «Лев-повелитель»; ок. 1486—22 мая 1545, Калинджар) — мусульманский военачальник пуштунского происхождения. Начав службу у правителя Бихара как рядовой солдат, дошёл до командных постов в могольской армии, а затем в 1540 году изгнал Великих Моголов из индийских пределов и подчинил себе всю Северную Индию, основав последнюю династию Делийского султаната — Суридов. Один из крупнейших реформаторов в истории Индии.

## Дорога к власти
Фарид-хан ибн Хасан родился в бихарском городе Сасарам в пуштунском феодальном семействе Сур. Его отец Хасан-хан был одним из амиров делийского султана Ибрахим-шаха II Лоди и держал джагир, в который входили Сасарам, Хаспур и Танд. Шер-хан некоторое время успешно управлял отцовским джагиром. Затем джагиром завладели его сводные братья и Фарид-хан покинул Сасарам, подавшись на службу к Бахар-хану Лохани, афганскому правителю Бихара, который за преданность и отвагу наградил его титулом Шер-хана, что значит «Лев-повелитель».
После победы Бабура при Панипате Шер-хан поступил к нему на службу и вскоре вернул себе отцовский джагир. После смерти Бахар-хана Лохани в 1529 году Шер-хан становится опекуном его малолетнего сына и наследника Джалал-хана, сосредоточив тем самым в своих руках власть над Бихаром. Воспользовавшись династическим кризисом, последовавшим за смертью Бабура в 1530 году, Шер-шах начал вести собственную политическую игру. В год смерти Бабура Шер-хан захватил крепость Чунар, в которой хранилась казна свергнутой династии Лоди (около 900 000 рупий), однако уже в 1531 году новый падишах Хумаюн осадил Чунар и заставил Шер-хана капитулировать.
Оппозиция власти Шер-хана нарастала в самом Бихаре: в 1533 году вожди племени лохани вступили против него в союз с бенгальским султаном Махмуд-шахом, к которому вскоре сбежал несовершеннолетний правитель Бихара Джалал-хан Лохани. В 1534 году Шер-хан разбил коалиционные бенгальско-лоханийские войска у Сураджгарха на берегу реки Киул. В результате этой победы Шер-хан Сури становится фактически независимым правителем Бихара и части Бенгалии. Под его знаменами собираются афганские племена, недовольные властью династии Великих моголов. Махмуд-шах Бенгальский передал ему часть территории своего султаната и уплатил крупную сумму денег. В апреле 1538 года Шер-хан захватил столицу Бенгалии город Гаур. Махмуд-шах бежал к Великому моголу Хумаюну, который вскоре во главе внушительного войска вторгся в Бенгалию и овладел Гауром. Шер-хан Сури отступил в Рохтас, свою бихарскую цитадель. Через девять месяцев Хумаюн оставил Бенгалию.

## Правитель Индии

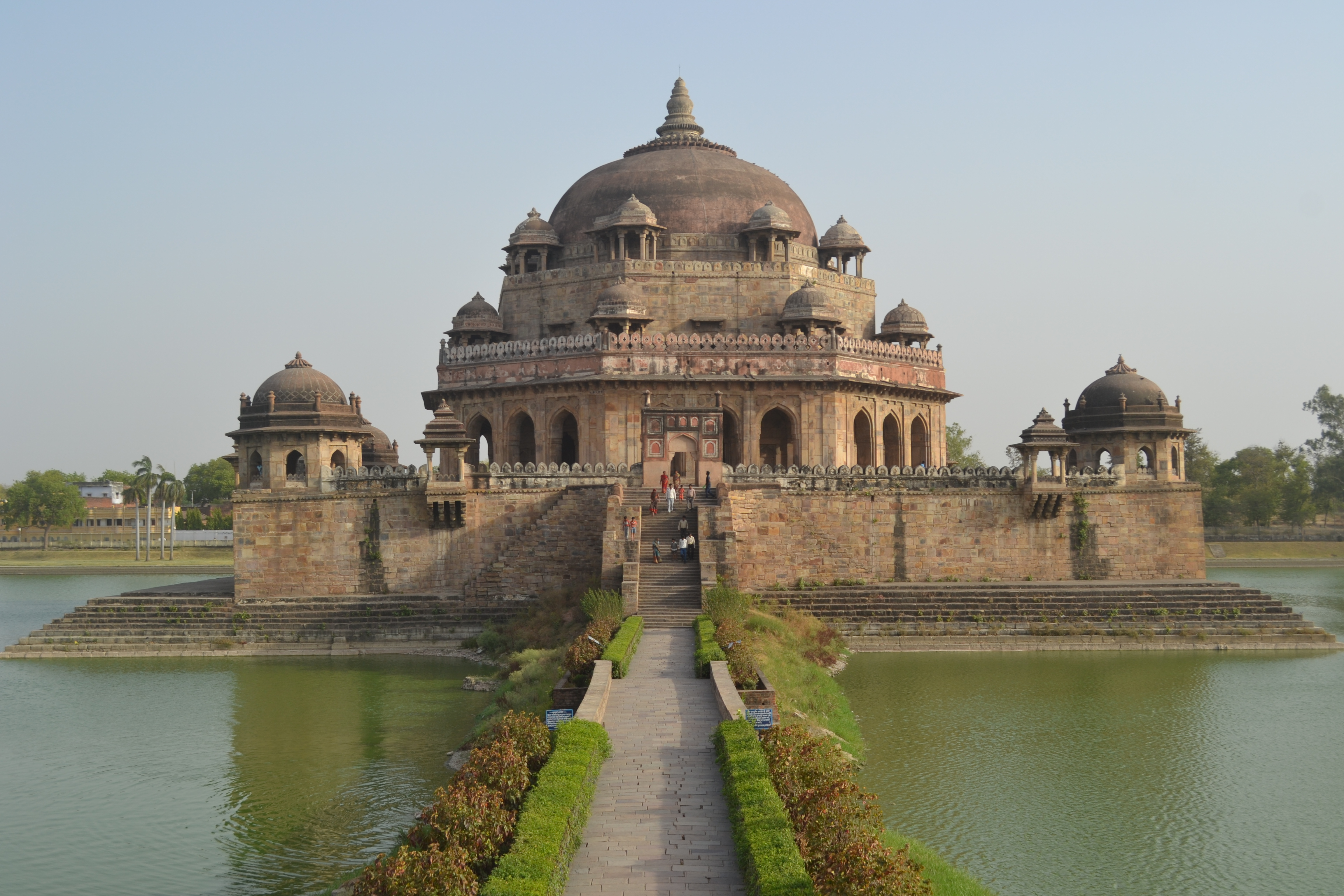
Мавзолей Шер-шаха Сури в Сасараме.

После поражений при Чауса (27 июня 1539) и под Канауджем (весна 1540) Хумаюн оставил Дели и бежал в Кандагар, а затем ко двору сефевидского шаха. Шер-хану достались вся Бенгалия и Джаунпур, после чего в декабре 1539 года был коронован султаном под именем Шер-шаха.
Для усмирения гаваров Шер-шах возвёл неприступную крепость Рохтас. К 1542 году Шер-шаху покорились Гвалиор, Малва, Удджайн, Синд и Пенджаб. В 1544 году Шер-шах во главе 80-тысячной армии вторгся в Раджпутану, завоевал Аджмир, Джодхпур и Читор. Когда он соединил под своим скипетром Делийский султанат и ряд раджпутских княжеств, последние впервые в истории стали вассалами мусульманского правителя Дели. Однако Шер-шах погиб от взрыва собственных боеприпасов в 1545 году при осаде крепости Каланджар.
О великолепии двора Шер-шаха ныне напоминает его пышный мавзолей в Сасараме. В 2006 году премьер-министр Пакистана открыл в Рохтасе музей, посвящённый жизни и деятельности Шер-шаха.

## Административные реформы
Шер-шах был не только талантливым полководцем, но и способным администратором. Шер-шах проводил мудрую политику религиозной терпимости по отношению к индуизму и широко привлекал индусов для военной, административной и иной службы на благо своей империи. В результате нескольких крупных реформ он создал систему управления и налогообложения, которая, будучи воспринятой Хумаюновым сыном Акбаром, легла в основу империи Великих Моголов. При нём же впервые началась чеканка полноценной рупии.
Налоговая реформа Шер-шаха проводилась под руководством его талантливого советника Ахмад-хан Таги. В целях упорядочения налогообложения и улучшения собираемости налогов Шер-шах назначил в каждый округ империи (паргана) по четыре специальных чиновника — амина, шикдара и двух каркунов. Каркуны вести налоговую документацию на двух языках: на фарси и на хинди, что сделало налогообложение понятным не только тюркской верхушке государства, но и чиновникам-индусам низших уровней. Несколько паргана составляли область, во главе которой стоял шикдар-и шикдаран, обладавший административно-судебными полномочиями. Величина налога теперь должна была рассчитываться исходя из размера возделываемого земельного участка: за единицу налогообложения был взят джариб, а такая система налогообложения получила название джарибана. Уплата налога производилась по желанию налогоплательщика деньгами или продукцией. Сведения о сумме и форме уплаты налога вносились в специальные документы — кабулият (фарси «соглашение») или патта (хинди «документ»). Чиновникам было предписано при сборе налога учитывать вред, причинённый урожаю природными и другими факторами. Ответственными за непосредственный сбор налога были деревенские старосты, которые так же отвечали за обеспечение общественного порядка и розыск правонарушителей.

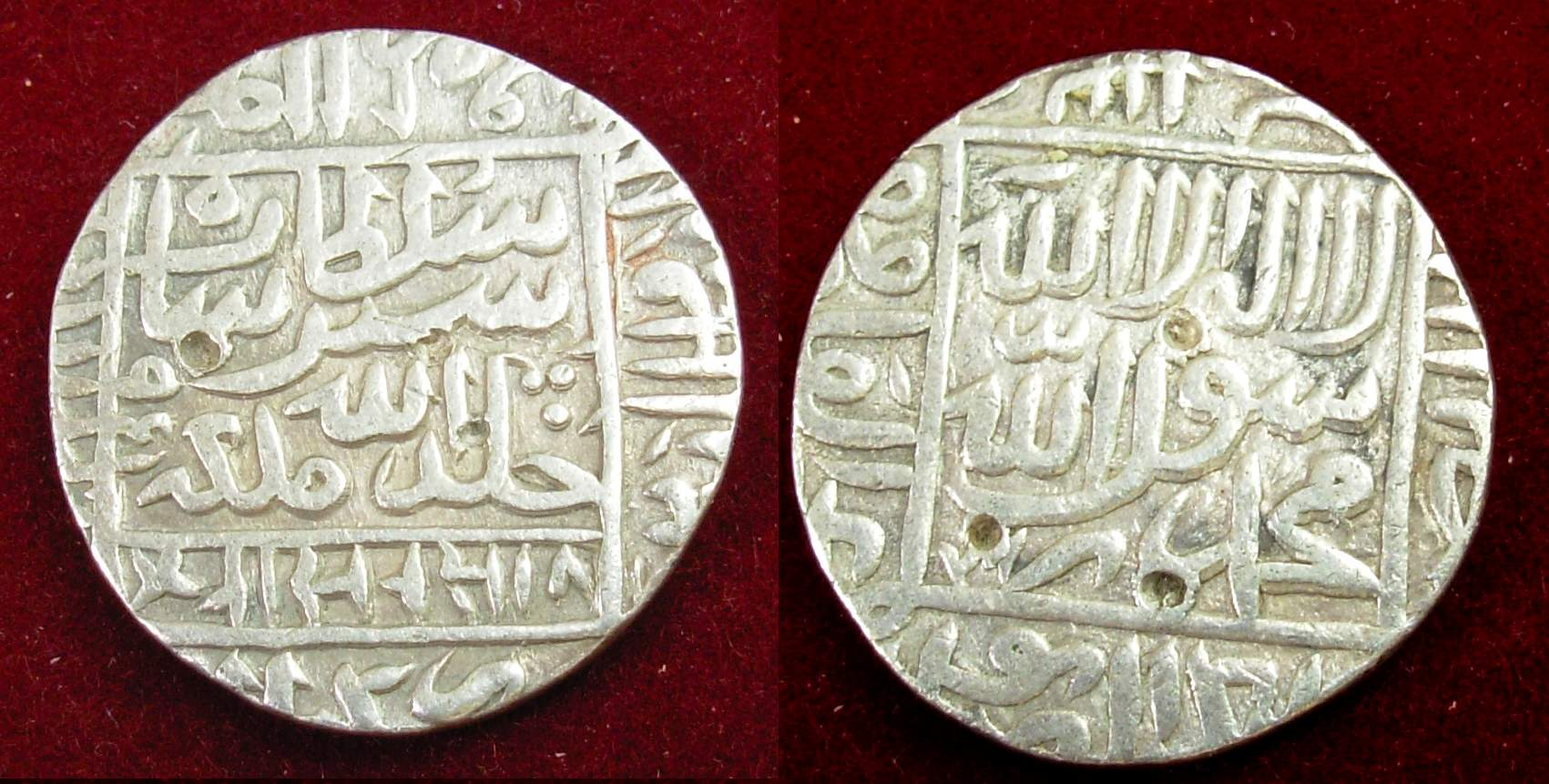
Рупия Шер-шаха Сури.

Налоговая реформа установила умеренные налоги и ограничила произвол чиновников в отношении налогоплательщиков, что отвечало интересам государства. Сам Шер-шах утверждал: 
Если я нанесу обиду крестьянам, они разорятся, тогда разорится государство и понадобится время, чтобы оно вновь стало процветать».
Среди других мероприятий Шер-шаха, направленных на укрепление центральной власти, заслуживают упоминания восстановление практики клеймения лошадей служилых и военачальников, повсеместное строительство дорог и караван-сараев (было устроено около 1700 караван-сараев вдоль торговых путей и иных дорог). Развитию торговли также немало способствовал выпуск большого количества полновесных серебряных рупий и отмена дорожных пошлин.